# Xeramoeba rubicunda
Xeramoeba rubicunda är en tvåvingeart som först beskrevs av Mario Bezzi 1925.  Xeramoeba rubicunda ingår i släktet Xeramoeba och familjen svävflugor. Inga underarter finns listade i Catalogue of Life.